# Crater Lake Lodge
Le Crater Lake Lodge est un lodge américain à Rim Village, dans le comté de Klamath, en Oregon. Situé sur le bord sud de la caldeira accueillant le Crater Lake, il est protégé au sein du parc national de Crater Lake.
Construit en 1915, le bâtiment abritant l'hôtel est inscrit au Registre national des lieux historiques depuis le 5 mai 1981. C'est par ailleurs une propriété contributrice au district historique de Rim Village depuis la création de ce district historique le 18 septembre 1997. L'établissement est membre des Historic Hotels of America depuis 2012.